# Die Bühne
Die Bühne ("La Scène" en français) est un magazine culturel autrichien.

## Histoire
Le journal paraît pour la première fois le 6 novembre 1924 comme Journal sur le théâtre, la littérature, le cinéma, la mode, l'art, la société et le sport, en supplément de Die Stunde (de) dirigé par Imre Békessy (de) et édité par Kronos-Verlag. Il est conçu comme moderne et proche du public, s'oppose à la montée de l'antisémitisme, montre des filles et des danseurs déshabillés, des tableaux de la Wiener Frauenakademie (de). Son premier rédacteur en chef est Hans Liebstoeckl, suivi de Josef C. Wirth (de). Il compte parmi ses collaborateurs, Fred Heller, Gretl Müller (pour la mode), Mihály Bíró, Liesl Weil et Erni Kniepert (de) comme illustratrices. Le journal soutient Adolf Loos face à la Wiener Werkstätte. En 1926, il prend le nom de Die Bühne quand Johann Nepomuk Vernay Druckerei- und Verlags AG (de) en acquiert une part. Au moment de l'Anschluss, 468 numéros sont parus. Le journal subit l'aryanisation, Raimund Haintz devient le nouveau rédacteur, le journal a pour nom Wiener Bühne. Des auteurs comme Franz Nabl et Erhard Buschbeck y participent. Le journal s'arrête en 1943 pour des raisons économiques.

## Le journal actuel
Aujourd'hui le magazine est publié par l'association des scènes viennoises. Son premier rédacteur en chef de 1999 à 2001 est Peter Blaha, qui arrête pour être metteur en scène du Wiener Staatsoper. La revue appartient au groupe News (de).
Die Bühne rend compte régulièrement et exclusivement pour une partie des productions actuelles des théâtres le plus importants en Autriche : Wiener Staatsoper, Burgtheater, Akademietheater (de), Theater in der Josefstadt, Theater der Jugend (de), Vereinigte Bühnen Wien (de), Landestheater Niederösterreich (de), Landestheater Linz (de). Dans le magazine, on trouve des extraits, des informations et des interviews, ainsi que beaucoup de photos, mais aucune critique. Il se concentre sur les activités à Vienne, en Basse et Haute-Autriche, les événements culturels et festivals importants dans les autres Länder. Il fait des éditions spéciales sur le Festival de Salzbourg et le Festival de Vienne. Depuis janvier 2008, le magazine s'intéresse aussi à des productions internationales par des critiques. Par ailleurs, il couvre le jazz, le cinéma et un sujet principal par numéro.
Die Bühne est en vente en kiosque, mais la principale distribution est assurée avec les abonnements dans les théâtres. Bien que participant à un marketing culturel, en raison de la qualité de la rédaction, il tient lieu de magazine spécialisé.

## Source de la traduction
- (de) Cet article est partiellement ou en totalité issu de l’article de Wikipédia en allemand intitulé « Die Bühne » (voir la liste des auteurs).